# Микуличи (Волынская область)
Микуличи (укр. Микуличі) — село в Зимневской сельской общине Владимирского района Волынской области Украины.
Население по переписи 2001 года составляет 452 человека. Почтовый индекс — 264966. Телефонный код — 3342. Занимает площадь 2,405 км².